# Monti Baschi
I Monti Baschi (in spagnolo Montes vascos, in basco Euskal Herriko arkua) sono un massiccio montuoso parte della Cordigliera Cantabrica, che si sviluppano nelle comunità autonome dei Paesi Baschi e Navarra, nella Spagna nord-orientale.

## Geografia

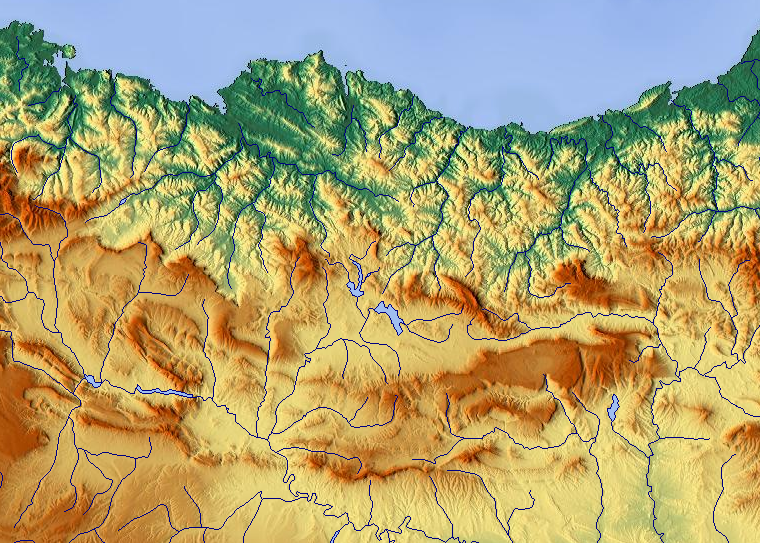
Carta topografica dei Monti baschi.

Il gruppo montuoso è una catena di transizione tra i due maggiori, la Cordigliera Cantabrica a ovest e i Pirenei a est. Alcuni geologi considerano le due catene montuose come un unico sistema, con i Monti Baschi parti di esso.
Morfologicamente i Monti sono costituiti da due sottogruppi parelleli che si sviluppano in direzione est-ovest, parallelamente alla costa atlantica. Tra le due catene vi è un altopiano alto 500 m circa, chiamato Llanada Alavesa ("Pianura di Álava"), dove sorge Vitoria-Gasteiz. All'etremità orientale della Llanada ha origine una valle stretta, chiamata Burunda nella sua parte più occidentale e Barranca (o Sakana in basco) a est, che divide le due strisce montuose nella parte più vicina ai Pirenei, dove si distinguono i sottogruppi Urbasa-Andia (a sud) e Aralar (a nord). La striscia più pianeggiante tra le due catene ospita le infrastrutture e gli insediamenti che collegano Vitoria-Gasteiz con Pamplona.

### Orografia

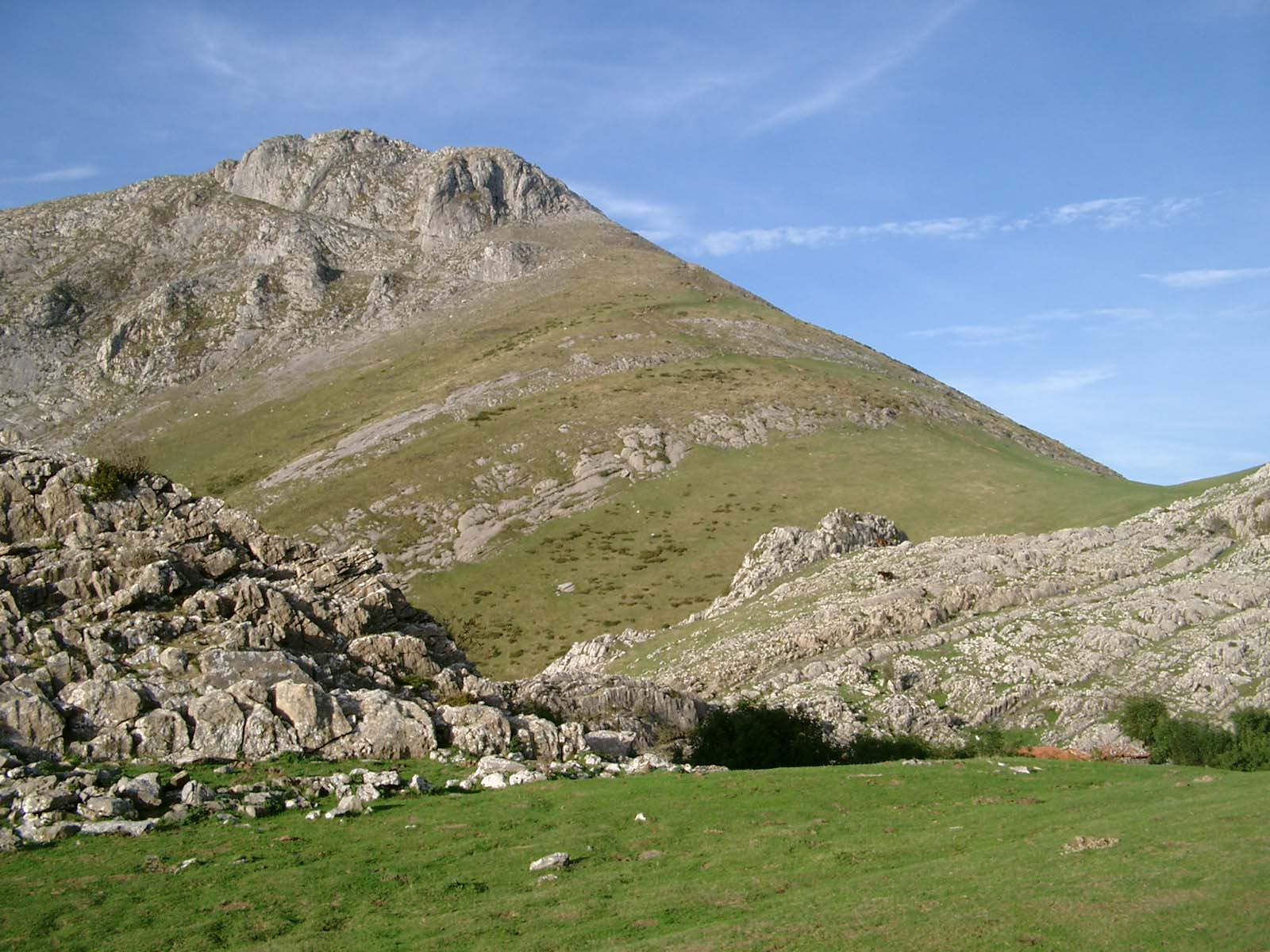
Il monte Txindoki, nel massiccio Aralar.

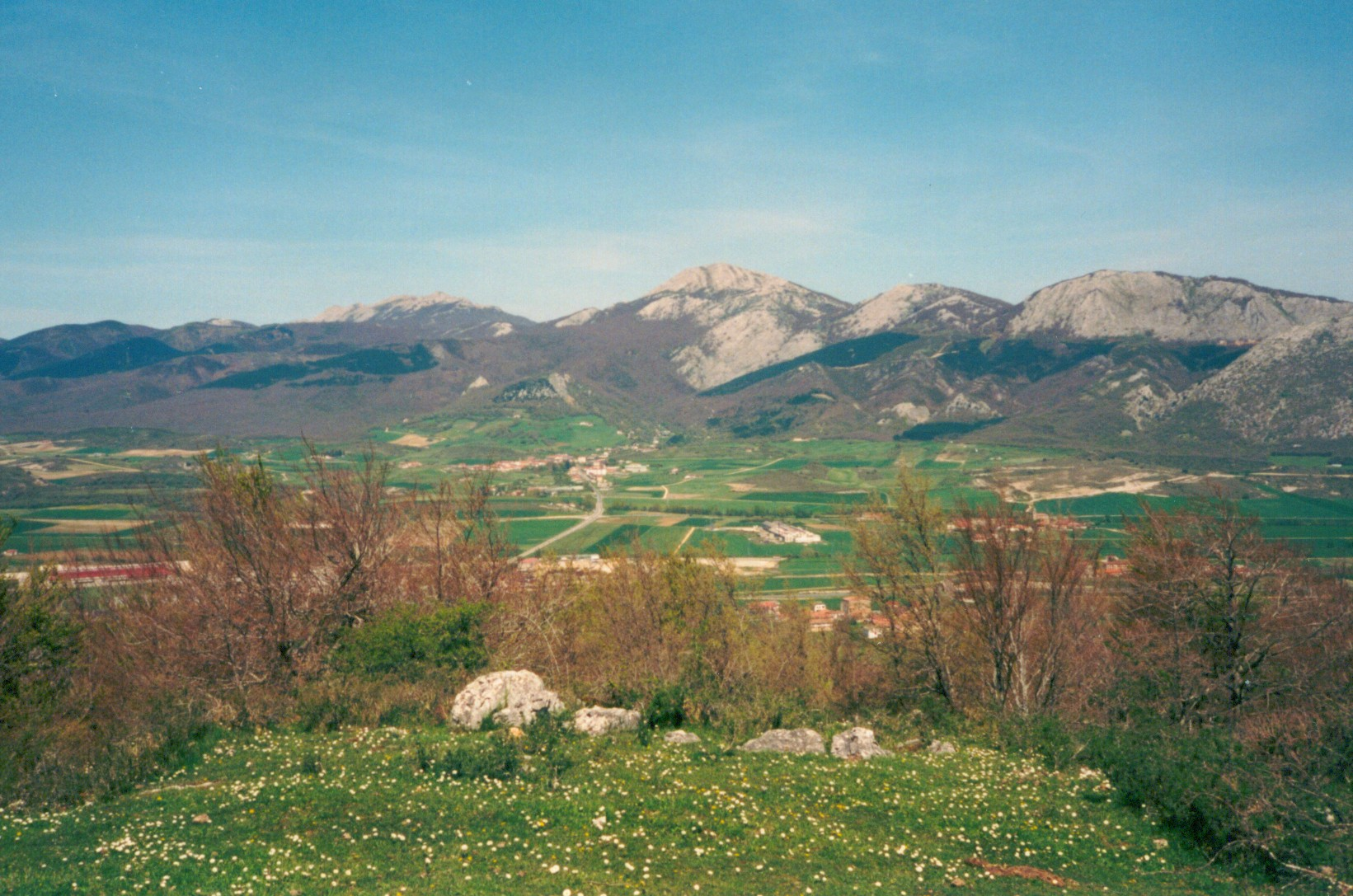
Il monte Aratz con la Llanada Alavesa in primo piano.

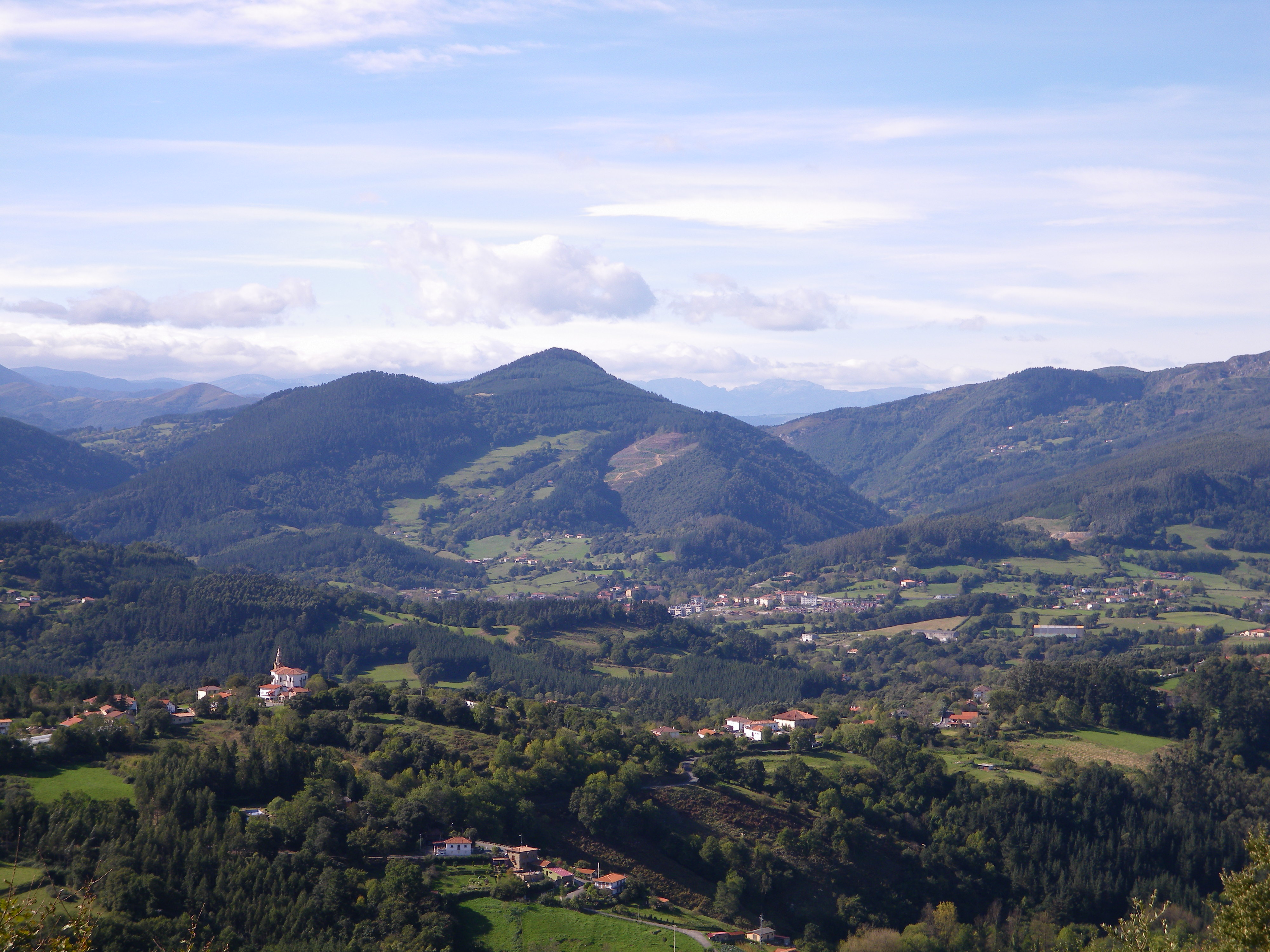
Il tipico aspetto dei Monti Baschi con i suoi boschi di pini.

I Monti Baschi raggruppano rilievi di altezza moderata; la vetta più alta è l'Aitxuri (1 551 m) nel gruppo del monte Aizkorri.
La catena meridionale (interna) comprende i sottogruppi (da ovest verso est):
- Sierra Salvada
- Monti di Vitoria, con la montagna principale Kapildui (1 177 m)
- Izki
- Urbasa
- Andia, con il monte Beriain (1 493 m)

La catena settentrionale (costiera) comprende i sottogruppi (da ovest verso est):
- Gorbea (o Gorbeia) 1 481 m, la montagna più alta della Biscaglia
- Urkiola, con la vetta più alta Anboto (1 331 m)
- Elgea
- Aizkorri, con la vetta più alta Aitxuri (1 551 m)
- Altzania, con la vetta più alta Aratz (1 442 m)
- Aralar, dove sorge il celebre monte Txindoki (1 346 m)

### Clima
La catena settentrionale dei Monti Baschi segna lo spartiacque tra i bacini atlantico e mediterraneo. A nord del gruppo montuoso il clima è prevalentemente atlantico, con estati fresche e inverni poco rigidi, tipico della cosiddetta cornice Cantabrica nel nord della Spagna; mentre a sud della catena più settentrionale, sugli altopiani e nella catena meridionale, gli inverni sono freddi e caratterizzati da consistenti precipitazioni nevose e le estati calde e secche, caratteristiche tipiche del clima mediterraneo.
Le precipitazioni nevose sono molto irregolari durante l'inverno. Tra novembre e aprile la neve si trova sopra i 700 m s.l.m., tuttavia le condizioni atmosferiche derivanti dalla prossimità al golfo di Biscaglia possono portare a improvvise e eviolente nevicate o ad innalzamenti di temperatura con il conseguente scioglimento del manto nevoso, anche piuttosto repentino in caso di vento favonio. In questi casi, sono frequenti le inondazioni nella pianura nella parte settentrionale della provincia di Álava.

## Ambiente
Le montagne sono formate quasi esclusivamente di calcare. I pendii sono piuttosto dolci, ma non mancano le scarpate e le pareti ripide che danno riparo agli avvoltoi. La vegetazione è quella tipica dei climi oceanici ricca di faggi, querce e betulle, oltre ad altre specie come il leccio e il pino di Monterey, quest'ultimo introdotto allo scopo di rimboschimento.